# Volkspark Räcknitz

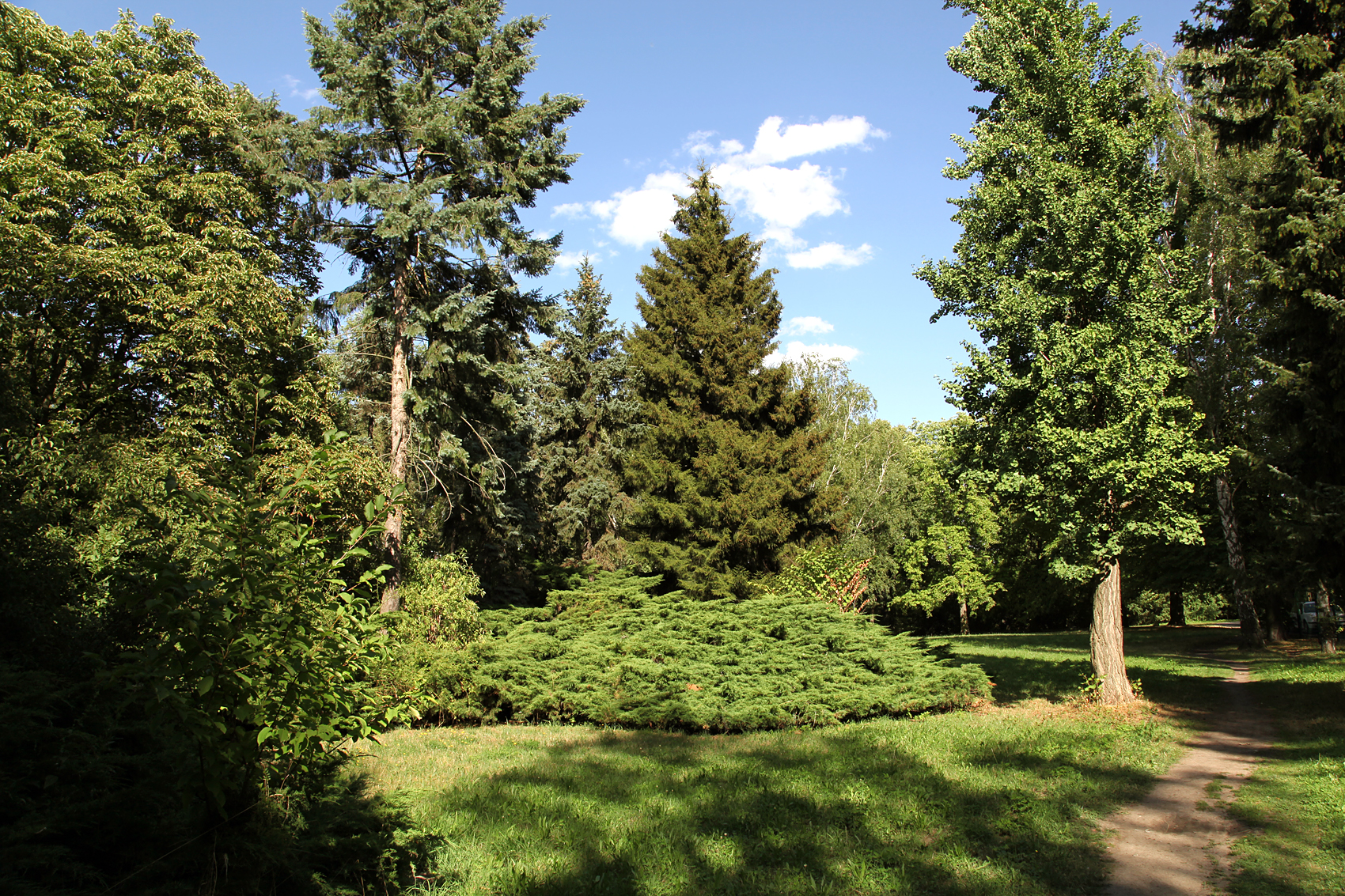
Volkspark Räcknitz

Der Volkspark Räcknitz ist eine rund sechs Hektar große Parkanlage in der sächsischen Landeshauptstadt Dresden. Nur knapp die Hälfte der Anlage ist begehbar, der Rest des Geländes ist als wasserwirtschaftliche Anlage der DREWAG nicht für die Öffentlichkeit zugänglich.

## Lage
Der Volkspark befindet sich an der Stadtteilgrenze von Räcknitz zu Zschertnitz, begrenzt wird er durch die Stadtgutstraße, die Heinrich-Greif-Straße sowie die Räcknitzhöhe.

## Geschichte

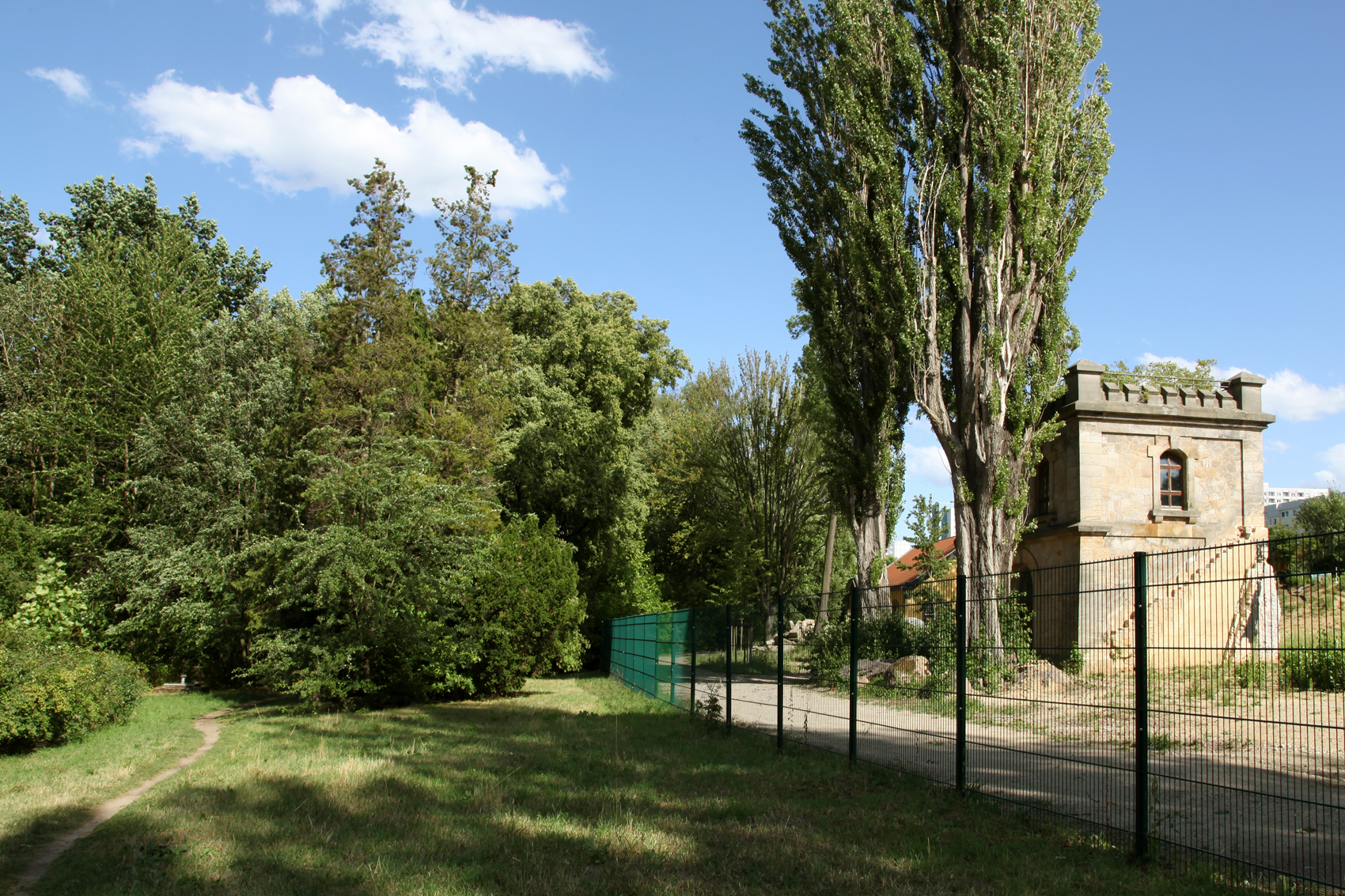
Einer der „DREWAG-Türme“

Im Jahr 1886 begann der Bau des Wasserwerks Tolkewitz, für das 1897/98 ein Hochbehälter zur Trinkwasserversorgung der linkselbischen Dresdner Stadtgebiete auf der Räcknitzhöhe errichtet wurde. Um die wasserwirtschaftliche Anlage in Räcknitz zu schützen, wurde 1898 der Volkspark angelegt. Finanziert wurde die Parkanlage durch die König-Albert-Jubiläumsstiftung. Ein zweiter Hochbehälter wurde neben dem ersten im Jahr 1905 angelegt, außerdem wurden ein Wohnhaus für Angestellte des Wasserwerks sowie zwei turmartige Gebäude erbaut, in denen sich die Zugänge zu den Hochbehältern befanden. Auf den Türmchen wurden Aussichtsplattformen eingerichtet, da die Anlagen zur damaligen Zeit noch öffentlich zugänglich waren. Auf Grund der Reichsgartenschau 1936 in Dresden wurde der Volkspark Räcknitz umfassend aus- und umgestaltet, so wurde zum Beispiel ein neues Wegenetz angelegt. Ein großes Haupteingangstor, das sich an der Stadtgutstraße befand, musste Ende der 1970er Jahre aus baulichen Gründen abgerissen werden.

## Sonstiges
Die Fingerblättrige Rosskastanie Volkspark Räcknitz ist als Naturdenkmal (ND 33) besonders geschützt.
Der Volkspark ist eine Station auf dem Stadtökologischen Erlebnispfad Dresden-Süd, der von der Regionalgruppe Dresden des Bundes für Umwelt und Naturschutz Deutschland eingerichtet wurde. Auf dem DREWAG-Gelände wurden hierzu zum Beispiel Schautafeln zum Thema Bienen und Imkerei aufgestellt.